# Fuochi della baia dei Calori
I fuochi della baia dei Calori, fenomeno conosciuto anche come fantasma di Chaleur o nave fantasma, sono dei fuochi fatui visibili da Bathurst, in Canada. Prendono la forma di un arco di luce, solitamente prima di una tempesta. La causa del fenomeno è sconosciuta, ma si ipotizza abbia a che fare con la putrefazione della vegetazione, con la risalita di gas sottomarini o con i fuochi di sant'Elmo.
L'evento ha dato vita a diverse leggende che lo vedono prendere la forma dell'albero di una nave, come nella bandiera del Nuovo Brunswick. 

## Leggende

### Lo schiavista portoghese
Secondo questa versione, uno schiavista portoghese arrivò a Heron Island nel 1501 e, dopo aver cercato di catturare dei nativi Mi'kmaq per il traffico umano, venne catturato e ucciso da loro. Un anno dopo, il fratello salpò a cercarlo, ma la sua nave fu assalita e data alle fiamme dalla popolazione locale. Mentre si gettava in mare per sfuggire al fuoco, il capitano maledì la costa, promettendo di infestarla per i prossimi 1.000 anni. Così da allora in ogni notte di luna piena sono visibili la nave fantasma e il suo comandante spettrale.

### L'omicidio dei pirati a Port Daniel
Questa versione sostiene che una donna assassinata da una ciurma di pirati li abbia maledetti a bruciare in mare in eterno.